# Taekwondo tại Đại hội Thể thao Đông Nam Á 2021
Taekwondo là một trong những môn thể thao tranh tài tại Đại hội Thể thao Đông Nam Á 2021 ở Việt Nam, được tổ chức từ ngày 16 đến 19 tháng 5 năm 2022 (vì tình hình Đại dịch COVID-19 lúc đó diễn biến rất phức tạp tại các quốc gia Đông Nam Á), tại Nhà thi đấu Tây Hồ, thành phố Hà Nội.

## Địa điểm
| Hà Nội                  |
| ----------------------- |
| Nhà thi đấu quận Tây Hồ |
| Sức chứa: 2.000         |

## Quốc gia tham dự
Có tổng cộng 9 quốc gia sẽ tham dự môn Taekwondo tại Đại hội Thể thao Đông Nam Á lần thứ 31.
- Campuchia
- Indonesia
- Lào
- Malaysia
- Philippines
- Singapore
- Thái Lan
- Đông Timor
- Việt Nam

## Nội dung thi đấu
Taekwondo tại Đại hội Thể thao Đông Nam Á 2021 có 19 nội dung, giảm 3 so với kỳ SEA Games trước đó. Trong đó, có 14 nội dung đối kháng, 5 quyền.
- Quyền: quyền cá nhân nam, quyền cá nhân nữ, quyền đồng đội nam, quyền đồng đội nữ, quyền đồng đội hỗn hợp.

- Đối kháng nam, nữ: Các hạng cân dưới 54kg, 58kg, 63kg, 74kg, 80kg và trên 87kg dành cho nam. Dưới 46kg, 49kg, 53kg, 57kg, 62kg, 67kg và trên 73kg dành cho nữ.

## Chương trình thi đấu
| Ngày        | Thời gian     | Nội dung          |
| ----------- | ------------- | ----------------- |
| 16 tháng 05 | 14:00 - 20:00 | Thi đấu quyền     |
| 17 tháng 05 | 14:00 - 20:00 | Thi đấu đối kháng |
| 18 tháng 05 | 14:00 - 20:00 | Thi đấu đối kháng |
| 19 tháng 05 | 14:00 - 20:00 | Thi đấu đối kháng |
| 20 tháng 05 | —             | Trao giải         |

## Bảng tổng sắp huy chương
| Hạng                | Đoàn                | Vàng | Bạc | Đồng | Tổng số |
| ------------------- | ------------------- | ---- | --- | ---- | ------- |
| 1                   | Việt Nam (VIE)      | 9    | 5   | 3    | 17      |
| 2                   | Thái Lan (THA)      | 5    | 4   | 3    | 12      |
| 3                   | Philippines (PHI)   | 2    | 5   | 3    | 10      |
| 4                   | Indonesia (INA)     | 1    | 2   | 9    | 12      |
| 5                   | Campuchia (CAM)     | 1    | 1   | 3    | 5       |
| 5                   | Malaysia (MAS)      | 1    | 1   | 3    | 5       |
| 7                   | Myanmar (MYA)       | 0    | 1   | 3    | 4       |
| 8                   | Lào (LAO)           | 0    | 0   | 4    | 4       |
| 9                   | Singapore (SGP)     | 0    | 0   | 3    | 3       |
| 10                  | Đông Timor (TLS)    | 0    | 0   | 1    | 1       |
| Tổng số (10 đơn vị) | Tổng số (10 đơn vị) | 19   | 19  | 35   | 73      |

## Danh sách huy chương

### Biểu diễn
| Nội dung                | Vàng                                                                                               | Bạc | Đồng |
| ----------------------- | -------------------------------------------------------------------------------------------------- | --- | --- |
| Tiêu chuẩn cá nhân nam  | Phạm Quốc Việt · Việt Nam                                                                          | Jason Loo Jun Wei · Malaysia                                                                                                | Sippakorn Wetchakornpatiwong · Thái Lan                                                                    |
| Tiêu chuẩn cá nhân nam  | Phạm Quốc Việt · Việt Nam                                                                          | Jason Loo Jun Wei · Malaysia                                                                                                | Muhammad Alfi Kusuma · Indonesia                                                                           |
| Tiêu chuẩn cá nhân nữ   | Jocel Lyn Ninobla · Philippines                                                                    | Lê Trần Kim Uyên · Việt Nam                                                                                                 | Defia Rosmaniar · Indonesia                                                                                |
| Tiêu chuẩn cá nhân nữ   | Jocel Lyn Ninobla · Philippines                                                                    | Lê Trần Kim Uyên · Việt Nam                                                                                                 | Ornawee Srisahakit · Thái Lan                                                                              |
|                         | | | |
| Tiêu chuẩn đồng đội nam | Việt Nam · Trần Hồ Duy · Nguyễn Thiên Phụng · Nguyễn Đình Khôi                                     | Philippines · Patrick King Perez · Raphael Enrico Mella · Rodolfo Reyes Jr.                                                 | Indonesia · Muhammad Rizal · Muhammad Hafizh Fachrur Rhozy · Muhammad Alfi Kusuma                          |
| Tiêu chuẩn đồng đội nam | Việt Nam · Trần Hồ Duy · Nguyễn Thiên Phụng · Nguyễn Đình Khôi                                     | Philippines · Patrick King Perez · Raphael Enrico Mella · Rodolfo Reyes Jr.                                                 | Singapore · Brandon Low · Darren Yap · Dixon Ho                                                            |
| Tiêu chuẩn đồng đội nữ  | Việt Nam · Nguyễn Thị Kim Hà · Ngô Thị Thùy Dung · Nguyễn Thị Hồng Trang                           | Thái Lan · Ornawee Srisahakit · Pichamon Limpaiboon · Phenkanya Phaisankiattikun                                            | Malaysia · Lim Jia Wei · Nur Humaira Abdul Karim · Nurul Hidayah Abdul Karim                               |
| Tiêu chuẩn đồng đội nữ  | Việt Nam · Nguyễn Thị Kim Hà · Ngô Thị Thùy Dung · Nguyễn Thị Hồng Trang                           | Thái Lan · Ornawee Srisahakit · Pichamon Limpaiboon · Phenkanya Phaisankiattikun                                            | Lào · Yotthida Kenphokham · Mechi Vongsa · Bouasavanh Phongsavath                                          |
|                         | | | |
| Tự do đồng đội hỗn hợp  | Việt Nam · Châu Tuyết Vân · Hứa Văn Huy · Nguyễn Ngọc Minh Hy · Nguyễn Thị Lệ Kim · Trần Đăng Khoa | Philippines · Juvenile Faye Crisostomo · Justin Kobe Macario · Jeordan Dominguez · Darius Venerable · Janna Dominique Oliva | Lào · Lukkee Sengmanee · Latthachak Philavanh · Soulasak Siphanya · Azern Lathvongxay · Kidavone Philavong |

### Đối kháng nam
| Hạng cân            | Vàng                               | Bạc                           | Đồng                                        |
| ------------------- | ---------------------------------- | ----------------------------- | ------------------------------------------- |
| Finweight 54 kg     | Kurt Bryan Barbosa · Philippines   | Panachai Jaijulla · Thái Lan  | Reinaldy Atmanegara · Indonesia             |
| Finweight 54 kg     | Kurt Bryan Barbosa · Philippines   | Panachai Jaijulla · Thái Lan  | Sebastian Tan Chung Wan · Malaysia          |
| Flyweight 58 kg     | Thanakrit Yodrak · Thái Lan        | Youdeth Sam · Campuchia       | Phouvilay Yommalath · Lào                   |
| Flyweight 58 kg     | Thanakrit Yodrak · Thái Lan        | Youdeth Sam · Campuchia       | Phạm Đăng Quang · Việt Nam                  |
| Bantamweight 63 kg  | Muhammad Bassam Raihan · Indonesia | Ngô Quang Tiến · Việt Nam     | Zaw Lin Htet · Myanmar                      |
| Bantamweight 63 kg  | Muhammad Bassam Raihan · Indonesia | Ngô Quang Tiến · Việt Nam     | Tawin Hanprab · Thái Lan                    |
| Featherweight 68 kg | Chaichon Cho · Thái Lan            | Lý Hồng Phúc · Việt Nam       | Chunn Soklong · Campuchia                   |
| Featherweight 68 kg | Chaichon Cho · Thái Lan            | Lý Hồng Phúc · Việt Nam       | Ahmad Nor Iman Hakim · Malaysia             |
| Lightweight 74 kg   | Mithona Va · Campuchia             | Dave Cea Cuenca · Philippines | Osanando Naufal Khairudin · Indonesia       |
| Lightweight 74 kg   | Mithona Va · Campuchia             | Dave Cea Cuenca · Philippines | Lê Minh Vương · Việt Nam                    |
| Welterweight 80 kg  | Muhammad Syafiq Zuber · Malaysia   | Phạm Minh Bảo Kha · Việt Nam  | Htet Zaw Lin · Myanmar                      |
| Welterweight 80 kg  | Muhammad Syafiq Zuber · Malaysia   | Phạm Minh Bảo Kha · Việt Nam  | Samuel Morrison · Philippines               |
| Heavyweight +87 kg  | Athi Sararat · Thái Lan            | Nicholas Armanto · Indonesia  | Kyaw Min Nang · Myanmar                     |
| Heavyweight +87 kg  | Athi Sararat · Thái Lan            | Nicholas Armanto · Indonesia  | Israel Cesar Cantos Lamboloto · Philippines |

### Đối kháng nữ
| Hạng cân            | Vàng                              | Bạc                                       | Đồng                                             |
| ------------------- | --------------------------------- | ----------------------------------------- | ------------------------------------------------ |
| Finweight 46 kg     | Trương Thị Kim Tuyền · Việt Nam   | Chutikan Jongkolrattanawattana · Thái Lan | Ni Kadek Heni Prikasih · Indonesia               |
| Finweight 46 kg     | Trương Thị Kim Tuyền · Việt Nam   | Chutikan Jongkolrattanawattana · Thái Lan | Isabel Felipa Rivas · Singapore                  |
| Flyweight 49 kg     | Panipak Wongpattanakit · Thái Lan | Dhaysi Oo Julius · Myanmar                | Santina Adelaide de Dousa Fernandez · Đông Timor |
| Flyweight 49 kg     | Panipak Wongpattanakit · Thái Lan | Dhaysi Oo Julius · Myanmar                | Vũ Thị Dung · Việt Nam                           |
| Bantamweight 53 kg  | Trần Thị Ánh Tuyết · Việt Nam     | Baby Jessica Canabal Noveno · Philippines | Megawati Tamesti Maheswari · Indonesia           |
| Bantamweight 53 kg  | Trần Thị Ánh Tuyết · Việt Nam     | Baby Jessica Canabal Noveno · Philippines | Nichelle Ying Xuan Tan · Singapore               |
| Featherweight 57 kg | Phannapa Harnsujin · Thái Lan     | Phạm Ngọc Châm · Việt Nam                 | Aliza Chhoeung · Campuchia                       |
| Featherweight 57 kg | Phannapa Harnsujin · Thái Lan     | Phạm Ngọc Châm · Việt Nam                 | Mariska Halinda · Indonesia                      |
| Lightweight 62 kg   | Phạm Thị Thu Hiền · Việt Nam      | Sasikarn Tongchan · Thái Lan              | Casandre Nicole Tubbs · Campuchia                |
| Lightweight 62 kg   | Phạm Thị Thu Hiền · Việt Nam      | Sasikarn Tongchan · Thái Lan              | Dinda Putri Lestari · Indonesia                  |
| Welterweight 67 kg  | Bạc Thị Khiêm · Việt Nam          | Silvana Amanda · Indonesia                | Laila Delo Rimbawa · Philippines                 |
| Heavyweight +73 kg  | Nguyễn Thị Hương · Việt Nam       | Kirstie Alora · Philippines               | Thidasavanh Sotthachit · Lào                     |